# Club Fantastic Megamix
«Club Fantastic Megamix» es un sencillo lanzado por Wham! en 1983, y fue el último sencillo del dúo en ser lanzado por Innervision Records. El sencillo fue lanzado tres meses después de que Wham! iniciara un procedimiento para dejar la discográfica, y fue desaprobada por George Michael y Andrew Ridgeley . El sencillo, que consistía en una mezcla de las canciones "A Ray of Sunshine", "Love Machine", y "Come On" del álbum Fantastic, alcanzó el número 15 en el UK Singles Chart.

## Lista de canciones

### 7": Innervision / A 3586 (UK)
1. "Club Fantastic Megamix" – 3:54
2. "A Ray of Sunshine (Instrumental mix)" – 4:03

### 12": Innervision / TA 3586 (UK)
1. "Club Fantastic Megamix (12" version)" – 8:35
2. "A Ray of Sunshine (Instrumental remix)" – 5:39

- Datos: Q5136242